# 聖奧古斯丁怪物

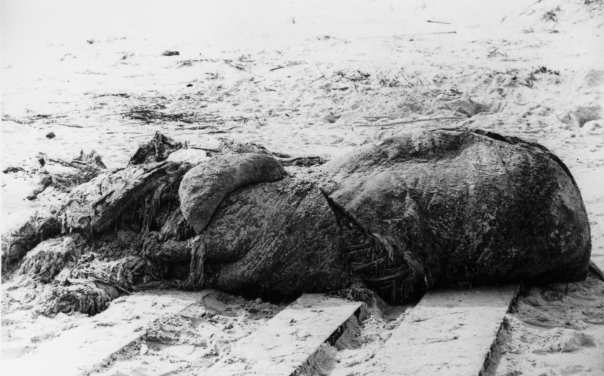
从沙子中挖掘出的残骸

聖奧古斯丁怪物（英文：St. Augustine Monster），又稱佛羅里達怪物（Florida Monster）、聖奧古斯丁巨型章魚（St. Augustine Giant Octopus），是指1896年在美國佛羅里達州聖奧古斯丁海岸發現的神秘生物遺骸。聖奧古斯丁歷史學會與科學研究所創建者德威特·韋伯在檢查后認爲神秘遺骸屬於巨型章魚。1995年的分析結論爲聖奧古斯丁怪物是一大塊脫落的鯨脂，可能屬於抹香鯨。